# Rio Toropi
 (juin 2014).
Si vous disposez d'ouvrages ou d'articles de référence ou si vous connaissez des sites web de qualité traitant du thème abordé ici, merci de compléter l'article en donnant les références utiles à sa vérifiabilité et en les liant à la section « Notes et références ».
 (juin 2014).
Le rio Toropi est un cours d'eau brésilien de l'État du Rio Grande do Sul, et un affluent du río Uruguay. 